# 萨尔基斯·索加纳利安
萨尔基斯·加拉贝特·索加纳利安（亞美尼亞語： Sarkis Garabet Soghanalian，1929年2月6日—2011年10月5日），绰号“死亡商人”，是叙利亚和黎巴嫩的一位亚美尼亚族国际私人军火商，以“冷战时期最大的军火商”而闻名。在1980年代，他是萨达姆·侯赛因任内伊拉克的主要枪支和武器供应商。
索加纳利安当时是居住在佛罗里达州弗吉尼亚花园的永久居民，受雇代表美国中央情报局在两伊战争期间出售武器帮助伊拉克。在里根政府的鼓励和美国情报机构的支持下，他监督了几项重大武器交易的交易，包括出售价值14亿美元的法国造火炮。除伊拉克外，他还向毛里塔尼亚的波利萨里奥部队、黎巴嫩内战期间的长矛民兵组织、尼加拉瓜、厄瓜多尔等拉丁美洲国家以及马岛战争期间的阿根廷等组织出售武器。他随后将业务扩展到世界其他地区，包括非洲。在波斯湾战争开始之前，索加纳利安曾多次接受电视采访，详细阐述了他在伊拉克所做的工作，并点名了几名参与武器交易的美国政府高级官员。因此，美国司法部指控索加纳利安“阴谋向伊拉克运送未经授权的武器”，他因此被判刑并监禁。当他在几年后帮助克林顿政府破获黎巴嫩的一个造假集团后获释。他将办公室从美国迁出，并在法国和约旦开设了业务。2001年，他再次因银行欺诈指控被美国政府逮捕，但一年后透露了美国中央情报局和秘鲁之间正在进行武器交易交易（导致阿尔贝托·藤森政府垮台）后被释放。

## 早期生活
索加纳利安出生于法属叙利亚的伊斯肯德倫（现屬土耳其）一个亚美尼亚人家庭。1939年底，他的家人搬到了黎巴嫩。由于当时家里经济条件不好，他决定从高中辍学，加入法国军队，并在坦克师服役。正是从他在军队中的经历将他带入了武器世界，用他的话说，他“从小就适应了它并继续向前”。

## 早期的武器交易

### 黎巴嫩
索加纳利安在1970年代初被引入军火贸易世界。1973年，他出售了他的第一批枪支，主要由美国武器组成（黎巴嫩军队主要采用美国武器）。而他随后很快就能够从包括保加利亚、匈牙利和波兰在内的众多东方集团国家采购武器 。武器主要由小型武器和步兵武器组成。内战结束后，他将武器业务转移到其他国家，供应武器给黎巴嫩的基督教长枪党民兵组织，厄瓜多尔、毛里塔尼亚和尼加拉瓜的各个派别，蒙博托·塞塞·塞科治下的扎伊尔，以及一架美国C-130大力神运输机到卡扎菲利比亚，马岛战争中的阿根廷军队，直到萨达姆·侯赛因治下的伊拉克。

### 伊拉克
根据索加纳利安的说法，当他前往伊拉克时，美国完全了解他的行动：“我每一小时、每一分钟在做什么，美国人都知道。如果我喝了一杯水，他们会知道，而且知道它是什么水。”自从1958年美国海军陆战队分遣队在黎巴嫩登陆以来，他就与美国建立并保持了友好的关系。美国情报官员将他描述为黎巴嫩合作可靠的消息来源，使他成为与伊拉克进行武器交易的理想人选。1980年两伊战争爆发后，他在美国的支持下开始向伊拉克出售武器。由于当时对伊拉克实施了武器禁运，这些武器通过其他不同的国家输送。他最重要的交易是出售几门价值约14亿美元的法国155毫米自行榴弹炮。
伊拉克领导人最初曾向里根政府寻求购买美国175毫米火炮，但遭到拒绝。然而，美国官员鼓励他们通过私人军火商购买武器。1981年，伊拉克人向当时住在佛罗里达州迈阿密的索加纳利安提起此事，后者即与几个欧洲政府接洽。他发现法国领导人弗朗索瓦·密特朗很愿意进行交易，前提是交易保密。因为当时伊朗扣押了法国人质，法国不希望升级对抗。美国鼓励密特朗批准这项被称为“Vulcan”的销售，它通过了一系列复杂的交易环节。
1991年1月海湾战争前夕，索加纳利安为这笔交易进行了辩护。他说：“我们没有给他那些武器来对抗美军。当时给他的武器是为了对抗共同的敌人（伊朗）。他也是这样做的。我没有必要与他直接对抗并危害美国军队。”他与伊拉克的其他交易还包括来自南非的大炮，他作为中间人通过奥地利来绕过联合国制裁。索加纳利安还帮助罗马尼亚向伊拉克军队出售了价值28亿美元的军服。
在接受《60分鐘》采访时，索加纳利安表示，美国高层官员从一开始就知道他与伊拉克的交易，包括美国前总统理查德·尼克松、前副总统斯皮罗·阿格纽、参谋长杰克·布伦南上校和司法部长约翰·N·米切尔。在其他高级官员的鼓励下，尼克松代表他写了一封信，以加快向伊拉克出售军服。索加纳利安评论说：“他们不仅从事制服行业。如果可以的话，他们会卖掉他们的母亲来赚钱。”

## 逮捕和定罪
索加纳利安的证词暴露了美国政府官员在非法武器贸易中的作用。国会议员指出，人们发现他揭示了真相并“让每个美国人都非常不安。让索加纳利安先生感到不安。他直接描述了美国通过官方和非官方渠道介入，向萨达姆·侯赛因大规模提供武器的情况。”
他的证词导致老布什政府在1991年对他提出刑事指控。他因持有武器和意图向伊拉克出售武器而被判六项罪名成立。这些武器包括休斯直升机公司的103架武装直升机和1983年的两个火箭推進榴彈发射器交易。一年後，他被罰款兩萬美元，並被判處六年監禁。然而，在1993年，他的刑期被減至兩年。

## 秘鲁
1999年，索加纳利安安排空投一万支来自東德和约旦的AK-47突击步枪，原计划供秘鲁政府使用，但其中大部分落入哥伦比亚左翼游击组织FARC手中，该组织反对美国支持的哥伦比亚政府 。除了20美元的运输和处理费用外，索加纳利安能够以每支55美元的价格购买这些步枪。几个月后，据透露，中央情报局支持这笔交易，以武装秘鲁情报负责人弗拉基米罗·蒙特西诺斯。

## 慈善事业
尽管他因全球军火贸易而闻名，但在1988年亞美尼亞斯皮塔克发生毁灭性地震后，索加纳利安利用他的物流资源向苏联派遣了26架飞机提供人道主义援助。对于他的事迹，美国总统老布什形容他是一个“加强了团结人类的纽带”的人，而特蕾莎修女给他写了一封信，称上帝将“百倍”奖励他和他家人的努力。

## 流行文化
2005年电影《战争之王》的虚构角色西蒙·魏斯（Simeon Weisz）由现实生活中的中东军火商（包括索加纳利安）组成 。

## 去世
索加纳利安于2011年10月5日在佛罗里达州海厄利亚的海厄利亚医院去世。